# The Body Acoustic
The Body Acoustic é uma compilação lançada pela cantora americana Cyndi Lauper, em 2005. Consiste em dez faixas lançadas anteriormente que foram regravadas e reorganizadas acusticamente, bem como duas novas canções. 
O título é uma brincadeira com o poema I Sing the Body Electric, de Walt Whitman, com a palavra corpo neste caso se referindo ao corpo da obra de Lauper como artista musical. 
O álbum apresenta vários artistas convidados, incluindo Shaggy, Ani DiFranco, Adam Lazzara do Taking Back Sunday, Jeff Beck, Puffy AmiYumi, Sarah McLachlan e Vivian Green.
Uma edição DualDisc foi lançada, contendo as canções em enhanced stereo, quatro novos vídeos dirigidos pela própria cantora, bem como um recurso de bastidores com o making of. A prensagem original traz a controversa tecnologia XCP, da Sony, que protegia os CDs contra cópias.
A canção "Time After Time", com Sarah McLachlan entrou na parada da Adult Contemporary da Billboard.

## Antecedentes e produção
A produção conta com Rich Chetoff, que trabalhou com a cantora em seu trabalho de estréia, She's So Unusual, de 1983 e William Wittman, que contribuiu com At Last, de 2003.
As doze canções selecionadas são essencialmente os maiores sucessos, como "All Through the Night", "Time After Time" e sua canção-assinatura "Girls Just Wanna Have Fun", todas elas encontram-se reformuladas com jams acústicas e a artista tocando um dulcimer.
Em entrevista ao Bay Area Reporter a cantora disse que tinha uma "lista de desejos" com os artistas que ela sempre tinha vontade de trabalhar, e que para a sorte dela muitos deles disseram sim ao convite. Foram convidados um número substancial de artistas para colaborar nos vocais ou na parte instrumental das canções, como: Shaggy, Ani DiFranco, Adam Lazzara do Taking Back Sunday, Jeff Beck, Puffy, AmiYumi, Sarah McLachlan e Vivian Green.
Ao jornal brasileiro Extra, a cantora disse que o álbum foi um projeto especial, com a intervenção da gravadora e que ela não considera o disco como um "disco de carreira".

## Recepção crítica
| Críticas profissionais | Críticas profissionais |
| Avaliações da crítica  | Avaliações da crítica  |
| Fonte                  | Avaliação              |
| ---------------------- | ---------------------- |
| AllMusic               | [ 9 ]                  |
| Robert Christgau       | Choice Cut             |
| Rolling Stone          | [ 11 ]                 |

As resenhas dos críticos de música foram em maioria favoráveis. 
Thom Jurek, do site AllMusic, deu três estrelas e meia de cinco e escreveu que apesar da ideia de canções com participações e em versões acústicas pudesse parecer uma ideia enviesada, mostra-se como "inteiramente novo, cheio de aventura, coragem, polimento e alma".
Barry Waters, da revista Rolling Stone, avaliou com três estrelas de cinco e pontuou que "a mudança contínua de Lauper [dessa vez] em um material mais intimista, pode ter deixado seus fãs de rock mainstream para trás ao longo de sua carreira, mas [ele mostra] claramente [que ela] melhorou suas habilidades [como artista]."
O crítico de música Robert Christgau deu apenas um "Choice Cut" para a canção "Money Changes Everything", com esse tipo de avaliação ele implica que a canção "é uma boa música em um disco que não vale seu tempo ou dinheiro".

## Lista de faixas
- Créditos retirados do encarte do álbum The Body Acoustic.[1]

| N.º            | Título                                                            | Compositor(es)                                              | Duração |  |
| 1.             | "Money Changes Everything (participação de Adam Lazzara)"         | Tom Gray                                                    | 5:14    |  |
| 2.             | "All Through the Night (participação de Shaggy)"                  | Jules Shear                                                 | 4:40    |  |
| 3.             | "Time After Time (participação de Sarah McLachlan)"               | Cyndi Lauper, Rob Hyman                                     | 4:17    |  |
| 4.             | "She Bop"                                                         | Lauper, Rick Chertoff, Gary Corbett, Stephen Broughton Lunt | 4:16    |  |
| 5.             | "Above the Clouds (participação de Jeff Beck)"                    | Lauper, Beck, Jed Leiber                                    | 3:57    |  |
| 6.             | "I'll Be Your River (participação de Vivian Green)"               | Lauper, Tom Hammer                                          | 4:47    |  |
| 7.             | "Sisters of Avalon (participação de Ani DiFranco & Vivian Green)" | Lauper, Jan Pulsford                                        | 5:27    |  |
| 8.             | "Shine"                                                           | Lauper, William Wittman                                     | 3:32    |  |
| 9.             | "True Colors"                                                     | Tom Kelly, Billy Steinberg                                  | 4:09    |  |
| 10.            | "Water's Edge (participação de Sarah McLachlan)"                  | Lauper, Hyman                                               | 4:49    |  |
| 11.            | "Fearless"                                                        | Lauper                                                      | 4:07    |  |
| 12.            | "Girls Just Want to Have Fun (participação de Puffy AmiYumi)"     | Robert Hazard                                               | 2:59    |  |
| Duração total: | Duração total:                                                    | Duração total:                                              | 52:15   |  |

## Tabela

### Tabelas semanais
| Tabela musical (2005)          | Melhor posição |
| ------------------------------ | -------------- |
| Áustria (Ö3 Austria Top 40)    | 60             |
| Estados Unidos (Billboard 200) | 112            |
| França (SNEP)                  | 190            |
| Japão (Oricon)                 | 42             |
| Reino Unido (UK Albums Chart)  | 55             |
| Suíça (Schweizer Hitparade)    | 86             |